# Burg Montréal (Ardèche)

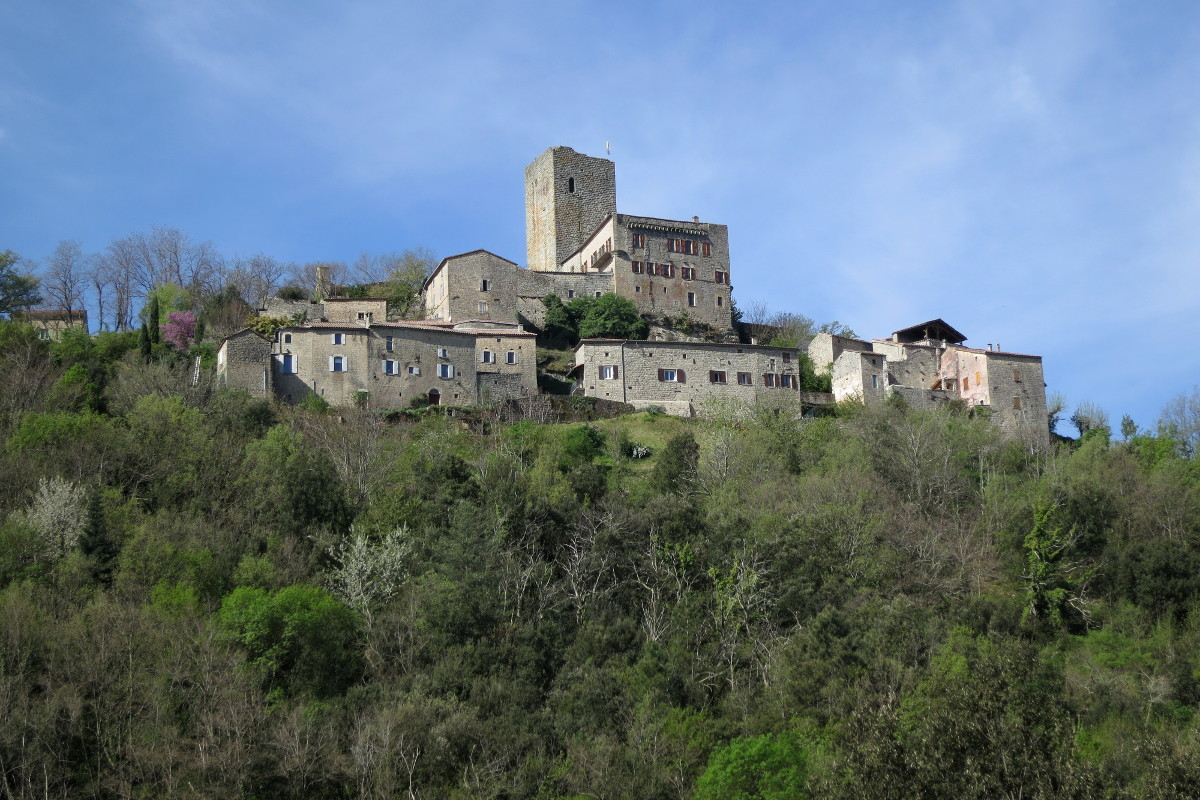
Die Burg Montreal thront über dem gleichnamigen Ort, Ansicht von Osten

Die Burg Montréal (französisch Château de Montréal) befindet sich im Département Ardèche im Herzen der ehemaligen Provinz Vivarais im Gemeindegebiet von Montréal. Sie steht in 289 Meter Höhe auf einem Felskegel und dominiert die Ortschaft unter sich. Von dieser Position erhielt die Höhenburg ihren Namen: Das lateinische Mons Regalis bedeutet Königsberg und bezeichnete im Mittelalter höher gelegene Positionen, von denen die Umgebung beherrscht werden konnte. Aus der lateinischen Bezeichnung entwickelte sich das französische Mont Royal und daraus das heutige Montréal.
Die Wurzeln der Burg liegen in einem romanischen Wehrturm des 12. Jahrhunderts, der durch die Familie Balazuc errichtet wurde. Zwischenzeitlich Eigentum einer anderen Familie, die sich nach der Anlage „von Montréal“ nannte, gehörte die Burg ab 1343 wieder den Balazucs, die dann rund 300 Jahre Burgherren blieben. Sie bauten die Anlage in mehreren Schritten aus. Durch die Heirat von Erbtöchtern gelangte sie im 17. Jahrhundert zuerst an die Familie de Hautefort und im 18. Jahrhundert an die Familie Merle de Lagorce. Während der Französischen Revolution zum Teil abgerissen, diente die Burg später unter anderem zu landwirtschaftlichen Zwecken, ehe sie der heutige Eigentümer 1998 erwarb und mit einer schrittweisen Restaurierung begann.
Die Anlage ist zum Teil eine Ruine und steht seit dem 28. Dezember 2000 als Monument historique unter Denkmalschutz.

## Geschichte
Die erste urkundliche Erwähnung der Burg Montréal erfolgte im Jahr 1206. Zu jener Zeit bestand sie nur aus einem durch die Familie Balazuc errichteten romanischen Wehrturm, von denen es insgesamt drei in Montréal gab. 1210 war dieser Balazuc-Turm im Besitz von Pierre de Vernon, einem Enkel Pons de Balazucs. Die nachfolgenden Turmbesitzer nannten sich „von Montréal“ und erweiterten die Wehranlage im 13. Jahrhundert um einen Wohnbau (Logis) sowie eine Ringmauer. Gemeinsam mit sieben anderen Burgen sollte sie die Silberbergwerke von Argentaria, dem heutigen Largentière sichern.
Pelette de Montréal heiratete am 9. August 1343 Albert II. de Balazuc und brachte die Anlage an seine Familie. Die Balazucs waren im Mittelalter die mächtigste Familie im Niedervivarais. Sie blieb die nachfolgenden rund drei Jahrhunderte Besitzerin und erweiterte die Burg im gotischen Stil. Außerdem fügte sie den bestehenden Bauten um die Wende vom 15. zum 16. Jahrhundert ein Logis im Stil der Renaissance hinzu.

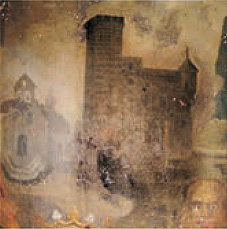
Die Burg um 1742

Marie, die Erbtochter Jean de Balazucs, brachte Burg und zugehörige Seigneurie 1638 an ihren Ehemann Gabriel de Hautefort de Lestrange. Unter dem Paar wurde die Nordfassade des renaissancezeitlichen Wohnbaus verändert und dabei eine kleine Tourelle entfernt, ihre Konsole aber belassen. Sie ist heute noch an der Fassade erhalten. Über Charlotte de Hautefort kam die Anlage durch Heirat 1742 an die Familie Merle de Lagorce. Während ihrer Zeit als Burgherrin wurden 58 wertvolle Tapisserien aus Aubusson als Teil einer Mitgift von Montréal nach Vallon-Pont-d’Arc gebracht. Sie sind heute im dortigen Rathaus zu sehen.
Charlotte und ihr Mann verkauften die Burg am 22. März 1775 für 60.815 Livres an Nicolas de Beauvoir du Roure, Vicomte von Brison, doch er behielt die Anlage nicht lang und ließ sie am 21. Dezember 1790 durch einen Bevollmächtigten – der Burgherr war während der Französischen Revolution ausgewandert – für nur 2400 Livres an Simon de Lapierre verkaufen. Dieser ließ die obersten sieben Meter des Bergfrieds abreißen und verkaufte die Steine als Baumaterial. Im 19. Jahrhundert war in den Burggebäuden eine Seidenraupenzucht untergebracht. Im selben Jahrhundert wurde die Westfassade überarbeitet. Ein Feuer im Jahr 1875 zerstörte die Renaissancedecken im Logis.
Später kam die Burg an die Familie Paysan und diente zu landwirtschaftlichen Zwecken sowie als Weinkeller, ehe sie 1998 an den heutigen Eigentümer Hubert Fénestrier verkauft wurde. Der gelernte Maurer begann mit der Restaurierung der Burg. Die ersten zehn Jahre bewerkstelligte er dies zunächst allein, seit 2008 wird er von einem Helfer unterstützt. Heute steht die Anlage von März bis Januar täglich außer Samstags vormittags und Sonntags Besucher gegen Eintritt offen. Dabei können sieben Räume der Burg selbständig erkundet werden. Außerdem finden im Frühjahr und Sommer Veranstaltungen auf dem Burgareal statt, bei denen in Kursen mittelalterliches Handwerk wie Schmiedekunst, Drechselarbeiten oder Kalligrafie erlernt werden können. Zusätzlich gibt es im Juli und August zwei mehrtägige Mittelalterfeste mit Markt und Animationen. Auf diese Weise finden alljährlich rund 15.000 Besucher den Weg nach Montréal. Zusätzlich besteht die Möglichkeit, den großen Saal im Logis für Feierlichkeiten und Veranstaltungen zu mieten, oder einige Tage in einem kleinen Ferienappartement auf der Burg zu verbringen. Für die Zukunft hat der Burgherr geplant, einen Raum für eine Dauerausstellung zur Burggeschichte herzurichten.

## Beschreibung

### Architektur

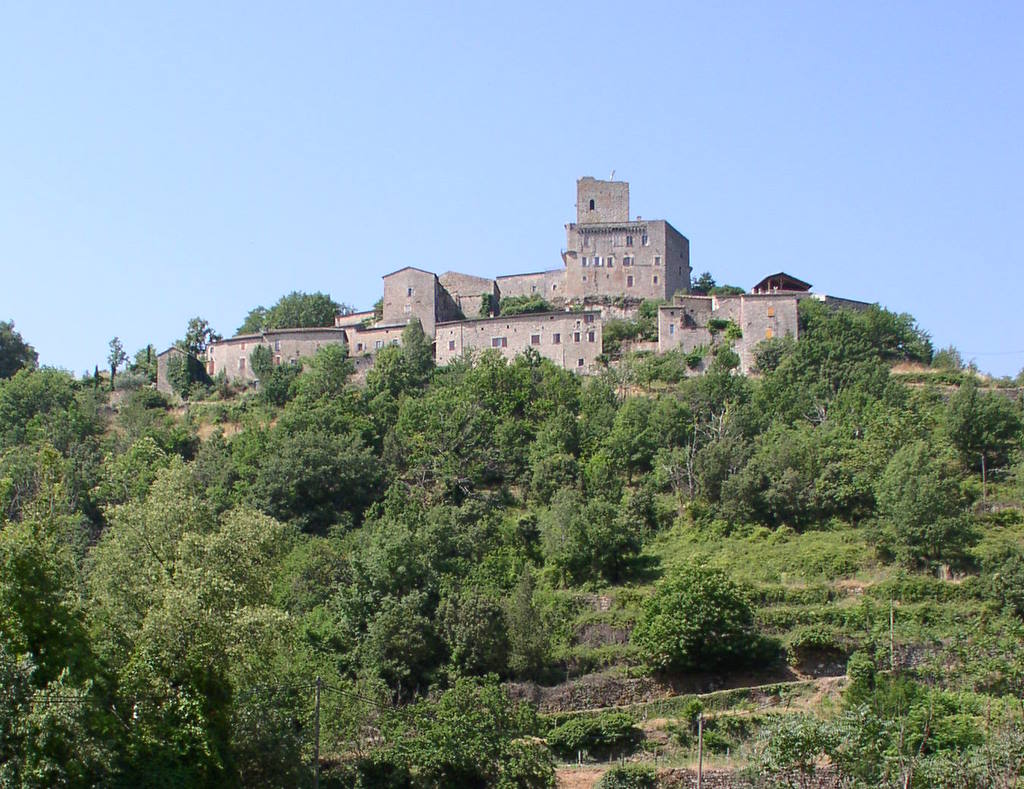
Ansicht der Burg von Nordosten

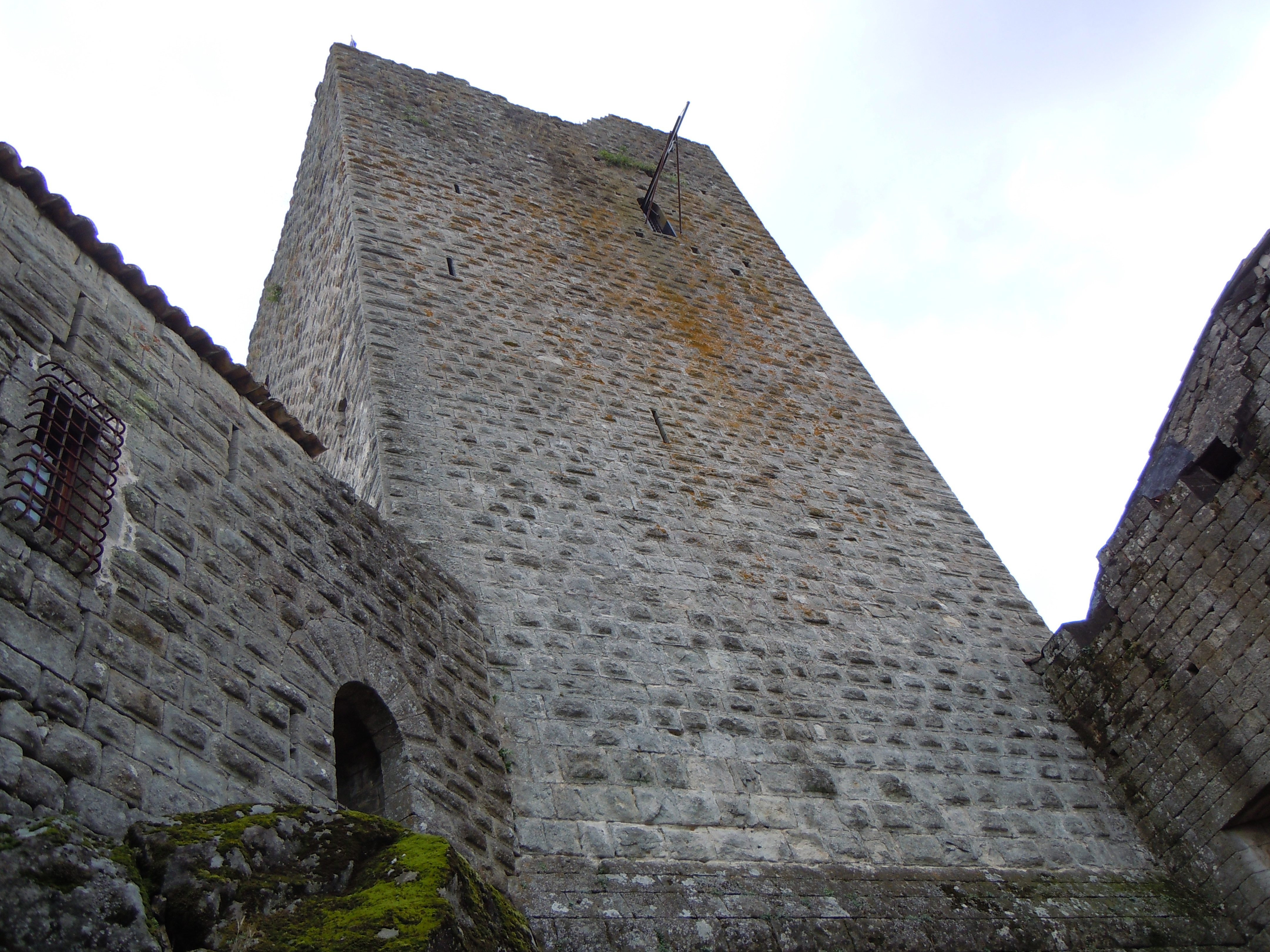
Der romanische Bergfried

Die Burganlage besteht aus einem quadratischen Bergfried aus dem 12. Jahrhundert sowie einem gotischen und einem renaissancezeitlichen Logis. Nördlich des Gebäudeensembles liegt der ehemalige Obstgarten, südlich der Vorhof der Anlage mit Wirtschaftsgebäuden vom Ende des 18. Jahrhunderts. Das gesamte Burgareal ist von einer Ringmauer umschlossen, in deren nördlichem Teil noch der ursprüngliche Zugang zur Burg aus dem 13. Jahrhundert erhalten ist. Heute erfolgt der Zugang von Süden über den Vorhof. Ein 7 × 4 Meter messender Torbau im Logiskomplex führt zum kleinen Innenhof, um die sich die Wohnbauten gruppieren. Sein Durchgang ist von einem niedrigen Kreuzgewölbe überspannt, dessen Schlussstein das Wappen der Familie Balazuc zeigt. Im Innenhof befindet sich eine Zisterne, die eine von insgesamt drei solcher Vorrichtungen auf der Burg ist, denn die Anlage verfügt über keinen Burgbrunnen. Die Fassaden des Innenhofs präsentieren sich im Stil der Renaissance mit Kreuzstockfenstern. Vom Hof führt eine von Schießscharte flankierte Tür mit Kielbogen zu einem Treppenhaus mit großer Wendeltreppe, deren Stufen zwei Meter breit sind. Sie stammt ausweislich einer Inschrift aus dem Jahr 1559 und führt in das Obergeschoss des Logis, indem sich früher die herrschaftlichen Wohnräume befanden. An der Ostseite dieses Baus finden sich heute noch Konsolsteine von Maschikulis, die jedoch nicht mehr erhalten sind.
Der Bergfried ist aus Buckelquadern errichtet und besitzt heute noch eine Höhe von 25 Metern. Seine 2,5 Meter dicken Mauern erheben sich über einem quadratischen Grundriss mit zehn Metern Seitenlänge. Sein einstiger Hocheingang befindet sich auf rund fünf Metern Höhe. Sein Eingang wird durch eine Ausfallpforte und Schießscharten geschützt.

### Innenräume
Im Erdgeschoss der Renaissance-Logis (auch Neues Logis genannt) liegt ein großer Saal mit Gewölbedecke. Zugang gewährt eine Tür, die im 19. Jahrhundert in eine gotische Türeinfassung eingebaut wurde. Der Raum war früher in drei Einzelräume unterteilt: eine Anrichte, die im 19. Jahrhundert als Pökelkammer diente, der herrschaftliche Speiseraum und die Burgküche, deren Kamin noch erhalten ist. Der Speiseraum war früher auch mit einem Kamin ausgestattet, doch frühere Burgbesitzer haben diesen verkauft. Heute zeugt nur noch sein Abzug von seinem einstigen Vorhandensein. Ähnlich verhielt es sich mit einem romanischen Kamin im gotischen Logis (auch Altes Logis genannt). Gemeinsam mit einigen Gargylen wurde auch er demontiert und verkauft. Die Obergeschosse der Wohnbauten sind nicht zu besichtigen, weil sie durch den heutigen Burgherrn bewohnt werden. Alle Räume in diesem Geschoss sind über eine Galerie erschlossen.
Die kleine Burgkapelle weist einen kuriosen Bodenbelag auf. Zentrale Bodenelement ist nämlich eine ehemalige Altarplatte. Eine der Wände des Raums war zugleich die Rückseite eines Backofens, sodass die Kapelle mit dessen Wärme zugleich beheizt wurde.
Das Innere des Bergfrieds offenbart diesen als reinen Wehrturm. Es gibt keine Einrichtungen, die darauf schließen, dass seine Räume zum Wohnen geeignet waren. Schmale Scharten im Mauerwerk sind die einzigen Lichtquellen für alle Geschosse. Im Erdgeschoss, das als Lagerraum diente, befindet sich eine Zisterne. Das erste Obergeschoss diente als Wachensaal. Von dort führten Kanäle in den Mauern bis zur Wehrplattform. Es handelt sich dabei um ein mittelalterliches Kommunikationssystem, mit dem sich die Wachen auf den unterschiedlichen Geschossen miteinander unterhalten konnten. Das 5,5 Meter tiefe Kellergeschoss ist heute über eine Eisentreppe erreichbar. In Zeiten einer Belagerung diente es als Vorratsraum für Lebensmittel.